# Sele (gmina Slovenj Gradec)
Sele – wieś w Słowenii, w gminie miejskiej Slovenj Gradec. W 2018 roku liczyła 249 mieszkańców. 